# 필 더마트레
필립 앤서니 더마트레(영어: Phillip Anthony Dumatrait, 1981년 7월 12일 ~ )은 미국의 야구 선수였고 좌투수이다.

## 미국 프로 야구시절
2000년 드래프트에서 1순위로 보스턴 레드삭스와 계약하였다. 2003년 신시내티 레즈로 트레이드되었다. 2007년 메이저 리그 데뷔전을 치른다. 4패를 기록하고 피츠버그 파이리츠로 이적하게 된다. 2008년 3승 4패를 기록하였고 2009년에 2패를 기록하였다. 2009년 12월 18일 디트로이트 타이거스와 마이너 계약을 맺고 트리플 A에서 4승 1패를 거두었다. 2011년에 미네소타 트윈스로 이적했고 메이저 리그에서 45경기 등판했다. 하지만 2012년엔 전지훈련 초대선수로서 시작했다.

## KBO 리그시절
에드가르 곤살레스를 대신하여 2010년 5월 19일 LG 트윈스와 계약을 맺었다. 2010년 5월 27일 데뷔전에서 3.1이닝 10실점 1탈삼진 9피안타를 기록하였다. 6월 2일 롯데를 상대로 첫 승을 거두었다. 그러나 갈수록 불안한 모습을 드러내며 15경기 평균자책 8.22, 4승 6패를 기록하였다. 2010년 LG 트윈스가 사실상 포스트 시즌 진출이 좌절되자 그 해 8월 31일 1군에서 말소되었고, 박종훈 감독이 사실상 시즌 아웃을 선언하여 재계약에 실패했다.

## 참조
1. ↑  LG 방출 용병, ML에서 펄펄?…추신수마저도 '거뜬' 보관됨 2011-06-12 - 웨이백 머신 - 스포츠서울
2. ↑  더마트레, 31일 1군 엔트리 말소…퇴출 확정[깨진 링크(과거 내용 찾기)] - OSEN